# Ambewadi, Haliyal
Ambewadi là một làng thuộc tehsil Haliyal, huyện Uttara Kannada, bang Karnataka, Ấn Độ.